# Epilampra taracuae
Epilampra taracuae är en kackerlacksart som beskrevs av Karlis Princis 1948. Epilampra taracuae ingår i släktet Epilampra och familjen jättekackerlackor. Inga underarter finns listade i Catalogue of Life.